# Гальван, Брайан
Бра́йан Алеха́ндро Гальва́н (исп. Braian Alejandro Galván; 6 октября 2000, Сан-Мигель-де-Тукуман, Тукуман, Аргентина) — аргентинский футболист, полузащитник греческого клуба «Пансерраикос».

## Карьера
Проведя полтора месяца в молодёжной команде «Индепендьенте» благодаря рекомендации Рикардо Энрике Бочини, Гальван присоединился к молодёжной команде «Колона» в 2013 году. В аргентинской Примере дебютировал 10 декабря 2017 года в матче против «Тальерес де Кордоба». 28 марта 2018 года Гальван подписал свой первый профессиональный контракт с «Колоном». 23 марта 2019 года в матче против «Сан-Лоренсо де Альмагро» получил разрыв передней крестообразной связки правого колена, из-за чего пропустил более семи месяцев. 25 ноября 2019 года в матче против «Эстудиантеса» забил свой первый гол в Примере.
16 января 2020 года было объявлено о переходе Гальвана в клуб MLS «Колорадо Рэпидз» после открытия трансферного окна 7 июля. В главной лиге США он дебютировал 22 июля 2020 года в матче группового этапа Турнира MLS is Back против «Миннесоты Юнайтед», выйдя на замену в компенсированное время второго тайма. 12 сентября 2020 года в принципиальном поединке против «Реал Солт-Лейк», так называемом Кубке Скалистых гор, забил свой первый гол в MLS. В начале февраля 2022 года получил разрыв передней крестообразной связки и повреждения медиального и латерального менисков правого колена, из-за чего выбыл из строя на девять месяцев. 28 февраля 2022 года Гальван продлил контракт с «Колорадо Рэпидз» на три года, до конца сезона 2024, с опцией ещё на один год.
9 февраля 2024 года Гальван вернулся играть на родину, перейдя в «Банфилд». Дебютировал за «Банфилд» 14 февраля 2024 года в матче Кубка Профессиональной лиги против «Барракас Сентраль», выйдя на замену во втором тайме вместо Херонимо Риверы. 18 февраля 2024 года в матче кубка против «Ривер Плейта» забил свой первый гол за «Банфилд».
В 2018 году Гальван был вызван сборную Аргентины до 20 лет на совместные тренировки со старшей сборной Аргентины перед чемпионатом мира 2018.

## Статистика выступлений
| Выступление      | Выступление      | Выступление      | Лига | Лига | Кубок | Кубок | Континент | Континент | Прочие | Прочие | Итого | Итого |
| Клуб             | Лига             | Сезон            | Игры | Голы | Игры  | Голы  | Игры      | Голы      | Игры   | Голы   | Игры  | Голы  |
| ---------------- | ---------------- | ---------------- | ---- | ---- | ----- | ----- | --------- | --------- | ------ | ------ | ----- | ----- |
| Колон            | Примера Дивисьон | 2017/18          | 1    | 0    | 0     | 0     | 0         | 0         | —      | —      | 1     | 0     |
| Колон            | Примера Дивисьон | 2018/19          | 3    | 0    | 1     | 0     | 0         | 0         | —      | —      | 4     | 0     |
| Колон            | Примера Дивисьон | 2019/20          | 5    | 1    | 0     | 0     | 0         | 0         | —      | —      | 5     | 1     |
| Колон            | Итого            | Итого            | 9    | 1    | 1     | 0     | 0         | 0         | —      | —      | 10    | 1     |
| Колорадо Рэпидз  | MLS              | 2020             | 9    | 1    | —     | —     | —         | —         | 1      | 0      | 10    | 1     |
| Колорадо Рэпидз  | MLS              | 2021             | 24   | 2    | —     | —     | —         | —         | 1      | 0      | 25    | 2     |
| Колорадо Рэпидз  | MLS              | 2022             | 0    | 0    | 0     | 0     | 0         | 0         | —      | —      | 0     | 0     |
| Колорадо Рэпидз  | MLS              | 2023             | 20   | 1    | 2     | 0     | 2         | 0         | —      | —      | 24    | 1     |
| Колорадо Рэпидз  | Итого            | Итого            | 53   | 4    | 2     | 0     | 2         | 0         | 2      | 0      | 59    | 4     |
| Банфилд          | Примера Дивисьон | 2024             | 26   | 2    | 10    | 2     | —         | —         | —      | —      | 36    | 4     |
| Банфилд          | Итого            | Итого            | 26   | 2    | 10    | 2     | —         | —         | —      | —      | 36    | 4     |
| Пансерраикос     | Суперлига Греции | 2024/25          | 3    | 0    | 0     | 0     | —         | —         | —      | —      | 3     | 0     |
| Пансерраикос     | Итого            | Итого            | 3    | 0    | 0     | 0     | —         | —         | —      | —      | 3     | 0     |
| Всего за карьеру | Всего за карьеру | Всего за карьеру | 91   | 7    | 13    | 2     | 2         | 0         | 2      | 0      | 108   | 9     |

1. ↑  В графу «Континентальные турниры» входят игры и голы в Южноамериканском кубке и Лиге чемпионов КОНКАКАФ.
2. ↑  В графу «Прочие» входят игры и голы в плей-офф Кубка MLS.